# Sinsa-dong, Gangnam-gu
Sinsa-dong (koreanska: 신사동) är en stadsdel i stadsdistriktet Gangnam-gu i Sydkoreas huvudstad Seoul.  